# Rudolf Mildner
Rudolf Mildner (ur. 10 lipca 1902 w Johannensthal, zm. prawdopodobnie w latach 60.) – austriacko-niemiecki zbrodniarz hitlerowski, jako szef Gestapo w rejencji Katowice przewodniczył sesjom sądu doraźnego w obozie koncentracyjnym Auschwitz-Birkenau. Był członkiem NSDAP (numer legitymacji partyjnej 614 080) i SS (numer ewidencyjny 275 741). Miał stopień SS-Standartenführera.

## Życiorys
Z wykształcenia był doktorem prawa. Członek NSDAP od 1931 i SS od 1935. Pracę w policji niemieckiej rozpoczął w 1932, a od 1937 pełnił służbę w monachijskim Gestapo, następnie był od 1939 szefem Gestapo w Chemnitz. Równocześnie od 1939 pracował w SD-Hauptamt. W latach 1941–1943 Mildner był szefem Gestapo w rejencji katowickiej w okupowanej Polsce. Odwołany został na jesieni 1943 z powodu konfliktu z jednym z prokuratorów.
Mildnerowi podlegał Wydział Polityczny (obozowe Gestapo, kierowane przez Maxa Grabnera) w Auschwitz-Birkenau, odpowiedzialny za prowadzenie zagłady Żydów i inne zbrodnie popełniane na więźniach obozu. Mildner był także przewodniczącym sądu doraźnego (Standgericht), który odbywał swoje posiedzenia w bloku 11 (zwanego blokiem śmierci) obozu oświęcimskiego. Posiedzenia tego sądu, urągające najbardziej nawet elementarnym zasadom wymiaru sprawiedliwości, prowadziły w praktyce do wydawania wyłącznie wyroków śmierci wobec Polaków zatrzymanych za jakąkolwiek działalność uznaną za „wrogą wobec III Rzeszy”. Wyroki wykonywano natychmiast przez strzał w potylicę pod tzw. Ścianą Śmierci przy bloku 11.
Sposób prowadzenia przez Mildnera posiedzeń sądu doraźnego opisał członek załogi Auschwitz esesman Perry Broad:

Do sali wprowadzono szesnastoletniego chłopaka. Nieznośny głód doprowadził do tego, że ukradł z jakiegoś sklepu trochę jedzenia, był więc sądzony w sprawie „karnej”, jak przestępca. Odczytawszy wyrok śmierci, Mildner powoli odłożył dokument na biurko i skierował przenikliwe spojrzenie na bladego i biednie ubranego chłopca. „Czy masz matkę?” – spytał. Chłopiec spuścił oczy i cichym głosem odpowiedział: „Tak”. „Czy boisz się umrzeć?” – zapytał bezlitosny, gruby rzeźnik, który wydawał się czerpać przyjemność z cierpienia swojej ofiary. Chłopak milczał, ale drżał na ciele. „Dziś zostaniesz zastrzelony – powiedział Mildner, starając się nadać swojemu głosowi nieubłagany ton – Kiedyś i tak by cię powiesili. Za godzinę będziesz martwy”

Według Broada, Mildner szczególnie maltretował psychicznie kobiety, opowiadając im z drastycznymi szczegółami, w jaki sposób zaraz zostaną zastrzelone.
Następnie Mildner był szefem SD i Policji Bezpieczeństwa w okupowanej Danii. Pod koniec wojny powrócił do pracy w RSHA. Po upadku III Rzeszy został schwytany przez Amerykanów, ale zwolniono go z obozu jenieckiego w 1949. Mildner zbiegł następnie do Argentyny. Sprawa miejsca jego pobytu była omawiana podczas procesu Adolfa Eichmanna w Jerozolimie w 1961. Ostatecznie Mildner nigdy nie poniósł odpowiedzialności za swoje zbrodnie i zmarł w Argentynie w latach 60. (dokładna data nie jest znana).